# 库玛拉克河
库玛拉克河是阿克蘇河的一條支流，位於天山山區。發源於哈薩克斯坦境内的托木爾峰冰川，上游流經吉爾吉斯斯坦，下游在中國和托什干河合流為阿克蘇河。